# Боргоньини Дука, Франческо
Франческо Боргоньини Дука (итал. Francesco Borgongini Duca; 26 февраля 1884, Рим, королевство Италия — 4 октября 1954, там же) — итальянский куриальный кардинал и ватиканский дипломат. Титулярный архиепископ Эраклеи Европейской с 7 июня 1929 по 12 января 1953. Апостольский нунций в Италии с 30 июня 1929 по 12 января 1953. Кардинал-священник с 12 января 1953, с титулом церкви Санта-Мария-ин-Валичелла с 15 января 1953.